# پرانگ‌هورن (اورگن)
پرانگ‌هورن (به انگلیسی: Pronghorn) یک منطقهٔ مسکونی در ایالات متحده آمریکا است که در Deschutes County واقع شده‌است. پرانگ‌هورن ۱۷٫۱ کیلومتر مربع مساحت و ۳۴ نفر جمعیت دارد و ۹۷۵٫۳۷ متر بالاتر از سطح دریا واقع شده‌است.